# روكي كارسون
روكي كارسون (بالإنجليزية: Rocky Carson) هو لاعب كرة الراح ‏ أمريكي، ولد في 21 مايو 1979 في شاطئ نيوبورت في الولايات المتحدة.